# Carl Lidbom
Carl Lidbom, né le 2 mars 1926 à Stockholm, mort le 26 juillet 2004 à Nykvarn dans le comté de Stockholm, est un juriste, ministre et ambassadeur suédois.

## Biographie
Fils d'un juge à la cour administrative d'appel, Lidbom grandit dans un milieu aisé. Il se marie en 1950 avec Lena Hesselgren. Il entre comme greffier à la cour d'appel de Svea, et est dès la fin des années 1950 choisi par Tage Erlander et Olof Palme comme expert auprès du ministère de l'Intérieur. Dans le gouvernement Palme I, il devient ministre sans portefeuille, avec le rôle de consultant juridique, de 1969 à 1975, puis ministre du Commerce de 1975 à 1976. Il est parlementaire de 1974 à 1982, délégué au conseil de l'Europe, où il s'engage notamment contre la peine de mort, et ambassadeur de Suède à Paris sous la présidence de François Mitterrand, de 1982 à 1992.
Après sa retraite, Carl Lidbom partage son temps entre Paris et Nykvarn près de Stockholm, où il décède en 2004, après avoir été victime d'une attaque cérébrale.

## L'affaire Ebbe Carlsson
Le 5 novembre 1987, le gouvernement Carlsson I met en place une commission d'enquête pour examiner le rôle joué par le service de sûreté suédois, la Säpo, dans la fuite de l'espion Stig Bergling, et dans l'assassinat d'Olof Palme. Lidbom en prend la tête. Mis au courant en mars 1988 par Ebbe Carlsson de théories selon lesquelles l'organisation kurde PKK serait responsable de l'assassinat de Palme, Lidbom en informe le Premier ministre et la ministre de la Justice. Les autres membres de la commission sont par contre tenus à l'écart, le Premier ministre souhaitant en informer d'abord les présidents des groupes parlementaires à l'assemblée. Lorsque l'affaire Ebbe Carlsson éclate, les leaders de l'opposition Carl Bildt et Bengt Westerberg exige la démission de Lidbom, mais après la victoire des socio-démocrates aux élections législatives de 1988, le gouvernement décide au contraire de dissoudre la commission et de confier à Lidbom seul le travail d'enquête. Lidbom remet son rapport le 10 avril 1989.
En mars 1989, Lidbom est auditionné par la commission constitutionnelle de l'assemblée sur son rôle dans l'affaire Ebbe Carlsson. Il se présente sans son agenda et sans notes, et éprouve les plus grandes difficultés à dire où et quand il a rencontré telle ou telle personne. Lorsque le vice-président de la commission Anders Björck lui demande s'il lui arrive de partager des secrets d'État avec son épouse, Lidbom refuse de répondre, et qualifie à plusieurs reprises les questions de Björck de « sottises ». Particulièrement irrité, Björck conseille à Lidbom d'apprendre les bonnes manières. Retransmis en direct à la télévision nationale, l'épisode est resté célèbre.

## Œuvres de Carl Lidbom
- (sv) Reformist (1982)
- (sv) Ett uppdrag (1990)